# Tångvall

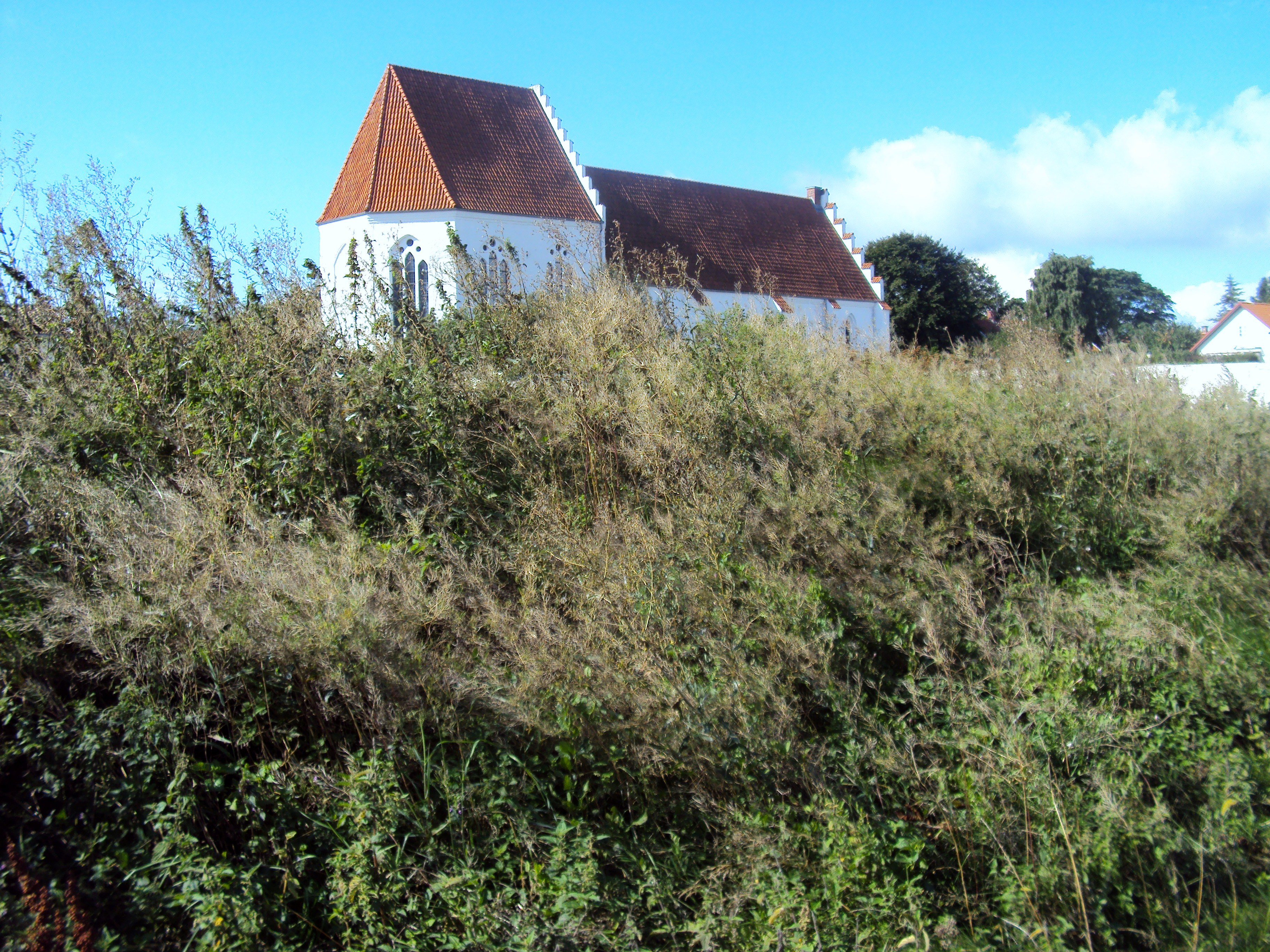
Skanörs kyrka med tångvall i förgrunden

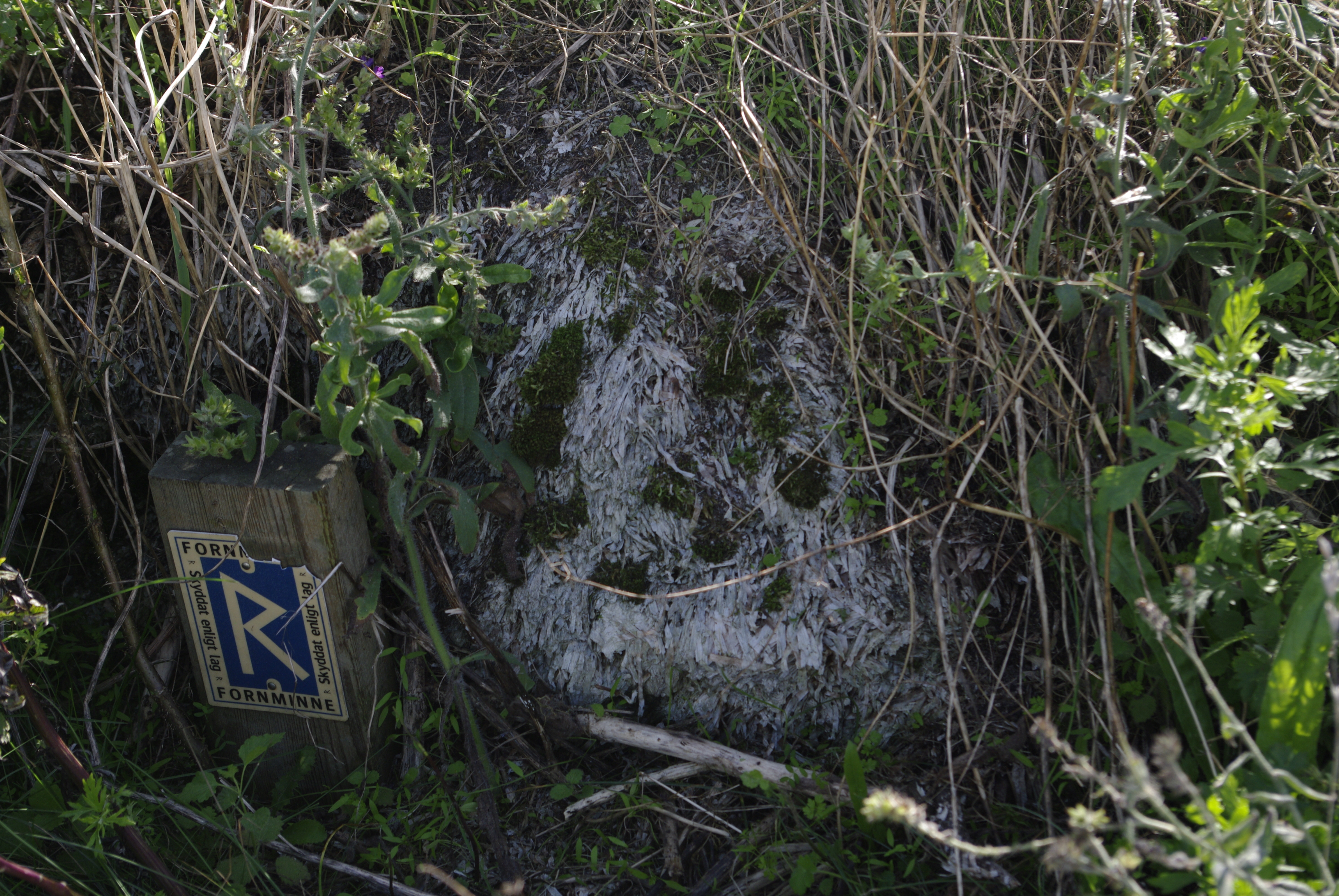
Detalj av tångvall

Tångvallar är en typ av vall som omgärdar odlade marker. Dessa förekommer i Sverige på Falsterbonäset i Skåne och i Danmark på Ulvshale på Møn, där de användes istället för gärdsgårdar, på grund av bristen på sten och trä. Den sten och trä som fanns fick man prioritera för att bygga hus och använda som bränsle. Tångvallarna byggdes genom att flera lager torkat ålgräs (Zostera marina) lades på varandra, och täcktes med grästorvor för att tången inte skulle blåsa bort. Man förbättrade sedan jorden genom att använda blåstång som drivit i land vid stränderna. Denna användes inte för att bygga upp tångvallarna då den ruttnade med tiden. Det tog omkring sju till tio år att bygga upp en fullständig tångvall på grund av uppbyggnaden i flera lager.
Förr i tiden såg jordbruksförmannen  årligen till att tångvallarna höll en höjd av minst 2,5 alnar (1,6 meter), vilket jordägaren hade ansvar att sköta. I Skanör och Falsterbo fanns totalt tre mil tångvallar. Syftet med tångvallarna var dels att skydda åkermarken från lösgående djur, och dels som skydd mot översvämningar. Bland annat går en tångvall tvärs över Falsterbonäset, och utgör än idag ortsgränsen mellan Falsterbo och Skanör.
Idag skyddas tångvallarna i lagen om fasta fornlämningar, men har trots detta ofta förstörts av husägare för att göra plats för en uppfart till huset. De flesta tångvallar har dessutom med tiden sjunkit ihop och blivit övervuxna med gräs.